# Burnaburias II
Burnaburias II (em acádio: Bur-ra-Bu-ri-ia- aš; lit. "servo ou protegido de Burias") foi o 10º rei da dinastia cassita da Babilônia, reinando de 1 359 até 1 353 a.C.. Ele seria o filho do rei assírio Assurubalite I. Burias (como dito na literatura), o deus da tempestade, possa ser equivalente ao deus grego Bóreas.

## Reinado

### Burnaburias e Aquenáton
As cartas de Amarna registram trocas diplomáticas de presentes entre Burnaburias e o faraó Aquenáton. Burnaburias deu ao faraó cavalos e lápis-lazúli e este retribuiu com ouro, marfim e ébano. Porém, Burnaburias ficou ofendido, pois Aquenáton enviou apenas cinco carruagens para a Babilônia para escoltar a filha de Burnaburias até sua casa real no Egito. Mesmo assim, o casamento ocorreu conforme programado, com Aquenáton enviando presentes de noiva suficientes para preencher quatro colunas e 307 linhas de um inventário cuneiforme.
Esperançosamente, esse gesto nilótico corrigiu, mas Burnaburias II não era um sogro fácil de agradar. Em uma ocasião anterior, quando o faraó prometeu enviar 50 libras de ouro, o rei cassita derreteu os artefatos assim que chegaram e descobriu que faltavam. Ele então enviou uma carta de reclamação, evitando o insulto direto, sugerindo que algum subalterno egípcio deve ter errado ao contabilizar o carregamento.

### Burnaburias e Assurubalite I
Quando o rei da Assíria Assurubalite I também começou a correspondência diplomática com o faraó Aquenáton, Burnaburias II perguntou:
"Quanto aos meus vassalos assírios, não os enviei a vocês. Por que eles foram para o seu país sem permissão? Se você for fiel a mim, eles não negociarão nada. Envie-os de volta de mãos vazias!"
As cartas também revelam uma imagem diferente do rei cassita como, por exemplo, quando ele pede ao faraó para enviar "seu irmão" algum ouro ou outros presentes, o que pode ser mesquinharia do rei.

Burnaburias, incapaz de impedir o reconhecimento da Assíria como um estado independente, fez seu filho Caraindas casar com a filha de Assurubalite, Mubalitate-Seru.